# Font
În tehnoredactarea computerizată și grafica pe calculator, un font este definit ca o unitate ce compune un set complet de caractere având aceeași politică tipografică și același stil, corp tipografic și grosime.

## Etimologie
Termenul de font provine din faptul că primele fonturi au fost făcute dintr-un aliaj de plumb și stibiu topit, pentru a reproduce mai multe caractere identice într-un singur mod. Termenul font provine din a cuvântul francez „fondue”, având sensul de "(ceva ce a fost) topit", referindu-se la produsul obținut prin turnarea de metal topit care era folosit în tipografie înainte de introducerea calculatorului. Ulterior, vorbitori de limba engleză au folosit termenul fount, care apoi a devenit termenul internațional de „font”.
În prezent, în tipografiile românești învechite, încă se mai folosește termenul de „fontă” pentru acest tip de fonturi.

## Noțiuni de bază
În prezent, termenul de „font” este frecvent folosit ca sinonim cu termenul de set de caractere, deși inițial au avut sensuri diferite înainte de apariția tipografiei digitale și tehnoredactării. Fonturile de caractere se disting prin stilul de scriere, care include toate corpurile și grosimile caracterelor.
În fostele tipografii manuale tradiționale, cuvântul “font” s-ar referi la un set complet de forme de metal, folosit pentru a culege o pagină întreagă. Spre deosebire de un font digital, acesta nu include o definiție unică a fiecărui caracter, dar caracterele utilizate în mod obișnuit (cum ar fi vocalele și consoanele) ar avea mai multe tipuri de piese fizice incluse. 
 
Linia de spațiere este încă adesea numită "leader", deoarece aceste linii erau înainte făcute din plumb, spre deosebire de alt aliaj greu utilizat pentru alte piese. Motivul pentru această bandă de spațiere era făcută din plumb era că plumbul era un metal mai moale decât aliajul din care erau alcătuite celelalte piese tradiționale (una aliaj alcătuit din stibiu și staniu), și putea fi comprimat mai ușor în procesul de imprimare.
În anii 1880-90, a fost inventată "culegerea la cald", în care caracterele erau culese fie bucată cu bucată, fie în linii întregi.
Începând cu anii 1980, odată cu introducerea fonturilor computerizate, o definiție mai largă pentru termenul de "font" a evoluat. Dimensiunile diferite ale unui singur stil de fonturi separate care înainte erau confecționate din metal sunt acum generate de un singur font computerizat, prin intermediul unui vector. Fonturile sunt memorate în calculator în fișiere având de obicei extensia „FON” sau „TTF”. Ele se instalează odată cu sistemul de operare, cu un program utilitar, sau pot fi instalate independent. De exemplu, în Windows, fonturile sunt memorate într-un subdirector al directorului sistemului de operare, cu numele „Fonts”.

## Atributele fonturilor
În alfabeturile europene, și anume alfabetul latin, chirilic și grec, principalele proprietăți sunt: stilul, greutatea și lățimea caracterului.

### Familia de fonturi
Mulțimea fonturilor având aceeași forma a fiecărui caracter in parte, indiferent de celelalte atribute (dimensiune, grosime, etc.) reprezintă o familie de fonturi. O familie de fonturi este o colecție completă de fonturi având același stil al corpului de litera, și concepute pentru a lucra împreună. Astfel, „Helvetica” este o familie de fonturi, „Helvetica Bold Roman 10 puncte” este un font, iar „Helvetica Bold Roman 12 puncte” este un alt font.
Caractere normale (sau standard) sunt de obicei numite roman, atât pentru a le distinge de aldin sau bold, îngroșat, cât și de italic sauoblic. Cuvântul cheie pentru cazul implicit este adesea omis și niciodată repetat, altfel se spune: Bulmer italic regulat,Bulmer bold regulat și chiar Bulmer regulat regulat. Roman se mai poate referi, de asemenea, la limba de acoperire a unui font, ca o prescurtare pentru "vest-european."
După stil, fonturile se clasifică, la rândul lor, după modul de memorare a informației privind forma:
- fonturi raster (bitmap)
- fonturi vectoriale (conturate)

#### Fonturi raster (bitmap)
Aceste fonturi au informația referitoare la forma literelor memorată sub forma unei matrici de biți, de obicei de dimensiune 8x8. Primele fonturi au fost de tip raster. Astfel, atunci când dimensiunea literelor se mărește, literele acestor fonturi nu arată estetic. 

#### Fonturi vectoriale (conturate)
Aceste fonturi au informația referitoare la forma literelor memorată sub forma ecuațiilor curbelor care compun literele. Astfel, atunci când dimensiunea literelor variază, literele se redimensionează în mod proporțional, dar își păstrează aspectul.
Clasificarea fonturilor vectoriale

##### După formă
- fonturi cu serife
- fonturi fără serife
- fonturi script
- fonturi decorative

###### Fonturi cu serife

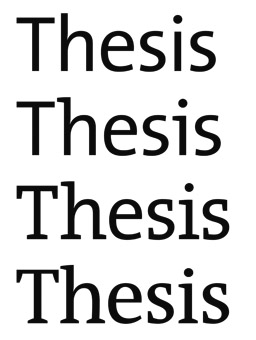
Diferite de fonturi din familia „Thesis”, cu și fără serif

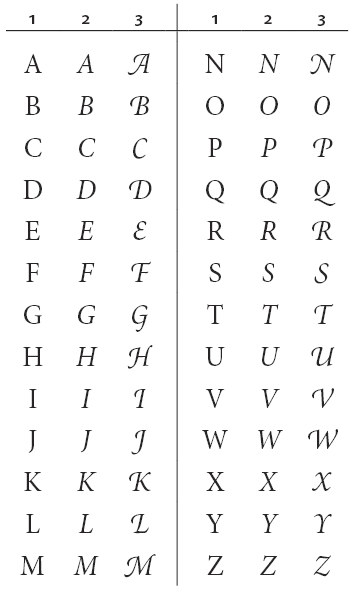
Setul de caractere al familiei de fonturi „Thesis”

Tipurile de caractere pot fi cu serife sau fără serife. Serifele sunt "piciorușele" (sau prelungirile) literelor. Exemple de fonturi cu serife sunt: Times, New Century Schoolbook, Palatino, Garamond, Goudy Old Style. Cele mai multe tipuri de caractere cu serife se folosesc pentru corpul de text, deoarece sunt ușor de citit. Când sunt folosite caractere cu dimensiuni mai mari, tipurile de caractere cu serife devin mai decorative.

###### Fonturi fără serife
„Sans serif” înseamnă in limba franceză „fără serife”. Exemple de fonturi fără serife sunt: Arial, Helvetica, Avant Garde, Futura. În mod tradițional, tipurile de caractere fără serife sunt utilizate pentru titluri si subtitluri. De asemenea, unele dintre acestea pot fi folosite pentru corpui de text care si au un aspect modern.

###### Fonturi script
Au aspectul scrisului de mana (Brush Script, Vivaldi).

###### Fonturi decorative
Fonturile decorative decorative pot fi: 
- elegante (Algerian, Bernard Tango)
- amuzante (Comic Sans MS, Jokerman)
- cu caractere speciale sau desene (Symbol, Windings, Webdings). Acestea sunt mai greu de încărcat având o dimensiune mai mare a fișierului aferent; de aceea se folosesc numai pentru titluri scurte sau pentru a atrage atenția.

##### După etapa istorică a apariției
- fonturi de tip Type 1
- fonturi de tip True Type

###### Fonturi de tip Type 1
Inițial, fonturile Type 1 au fost create pentru a fi utilizate împreună cu limbajul PostScript de descriere a paginii, creat de firma Adobe. Pentru a le utiliza in Windows, trebuie să aveți instalat pentru acestea un gestionar de fonturi, ca de exemplu Adobe Type Manager.
Principalul avantaj al fonturilor Type 1 este acela că ele sunt disponibile pe piață pe o perioadă mai lungă de timp decât fonturile TrueType, constituind astfel principala alegere a designerilor si a celor ce lucrează in domeniul tehnoredactării computerizate. Cele mai multe birouri de servicii tipografice (care oferă servicii de tipărire a materialelor tipărite la imprimante de înaltă rezoluție, a diapozitivelor etc.) utilizează fonturi Type 1.

###### Fonturi de tip True Type
“True Type”, o componentă a sistemului Truelmage al firmei Microsoft, ulterior preluat și de alte sisteme de operare cum ar fi MacIntosh. Fonturile TrueType au fost introduse pentru prima dată în sistemul de operare Windows 3.1. Singurul domeniu în care TrueType este superior sistemului Type 1 este acela al compatibilității, nu numai între diferite sisteme Windows, ci și între platforme.
Primul algoritm de descriere a fonturilor TrueType a fost construit de Donald Knuth în limbajele de programare Metafont și TeX.

###### Înglobarea fonturilor "TrueType"
Prin această metodă, atunci când creăm un document care va fi citit sau tipărit pe un alt calculator, fonturile pe care le-am utilizat pot fi incluse in fișierul documentului respectiv. Această facilitate a fost introdusă odată cu TrueType, nefiind prezentă în Type 1.

### Dimensiunea în puncte
Dimensiunea textului este de obicei măsurată în unități numite „puncte tipografice”. Un inch are 72 de puncte tipografice.

### Greutatea
Greutatea unui anumit font este raportul dintre grosimea unui caracter și înălțimea lui.

Greutatea fontului Helvetica Neue

Un font poate veni cu mai multe greutăți, de la ultra-light, extra-bold sau negru; în general, fiecare font are între 4-6 greutăți. 
Fonturile pentru birou, internet și non-profesionale vin doar cu o greutate normală și bold. Fonturile profesionale pot avea greutățile standard:
- fonturi subțiri:
  - Hairline
  - Thin
  - Ultra-light
  - Extra-light
  - Light
  - Book
- fonturi de grosime normală:
  - Normal / regular / roman / plain
- fonturi îngroșate:
  - Medium
  - Demi-bold / semi-bold
  - Bold
  - Extra-bold / extra
  - Heavy
  - Black
  - Extra-black
  - Ultra-black / ultra

Formatul TrueType a introdus o scală de la 100 la 900 pentru greutate, unde 400 înseamnă „Regular”.

### Panta

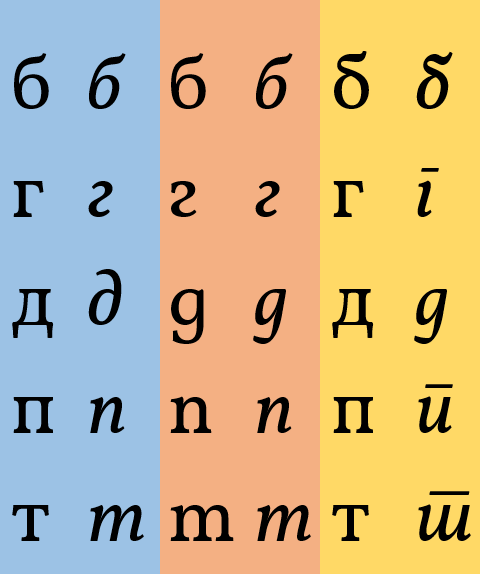

În fonturi contemporane europene, în special cele romane, stilul de font este de obicei conectat la un unghi constant pentru toate caracterele.
După pantă, fonturile pot fi:
- Roman (sau vertical)
- Italic, literele sunt înclinate de la stânga la dreapta, se apropie mai mult de scrisul de mână, iar distanțele dintre caractere sunt mai apropiate.